# 渡边纲
渡边纲（日语：／ Watanabe no Tsuna，953年—1025年），平安时代中期武将。源宛之子。嵯峨源氏源融的后代。正式名为源纲（みなもと の つな）。通称渡边源次。以赖光四天王之首而闻名。渡边氏的祖先。

## 生平
父亲是居住于武藏国，曾任武藏权介（超编的地方官）的出于嵯峨源氏的源宛。出生地为武藏国足立郡箕田乡（现在的埼玉县鴻巢市）。后来成为出自仁明源氏的源敦的养子，而源敦为出自摄津源氏的源满仲的女婿。源纲居住在养母家乡摄津国西成郡渡边（现在的大阪府大阪市中央区）。因此自称渡辺纲（わたなべ の つな）、渡边源次纲（わたなべ の げんじ つな）或者源次纲（げんじ つな），为渡边氏的先祖。
仕于摄津源氏的源赖光，为赖光四天王之首，以刚勇闻名。加之先祖源融据说是『源氏物语』的主人公光源氏的原型，渡边纲也是知名的美男子。有與源賴光眾人共同退治大江山的酒呑童子，以及在京都的一条戻橋上以源氏的名刀髭切斩下茨木童子的一隻手臂等有名的逸话。谣曲『罗生门』把一条戻桥的传说的舞台搬到了罗城门。1020年，主君赖光任命其为正四位下・摄津守，又兼任正五位下・丹后守。

## 后代
纲的子孙被称为渡边党，担任负责警卫大内的滝口武者；另一部分后代组成的摄津国的武士团以住吉（住之江）之海（大阪湾）为根据地统辖瀬户内海的水军，活跃于源平合战到南北朝时期。九州水军松浦党的祖先松浦久也被认为出自渡边氏。
出仕德川家康的「枪之半藏」渡边半藏守纲及其一族三河渡边氏传说也是渡边纲的后代。
另外，大阪市北区的梅田附近有祭祀源融的太融寺，附近的露天神社（世话物净瑠璃『曾根崎情死』中提到的有名的「お初天神」）的宫司家，以及渡边姓发祥的神社座摩神社的宫司家也是渡边纲的后代。

## 传说
据说出生于东京都港区三田的当光寺，晩年据说也在此去世。当光寺的山号因此为「纲生山」。附近也有「綱坂」、「綱のて引き坂」等以纲命名的地名。

## 墓所

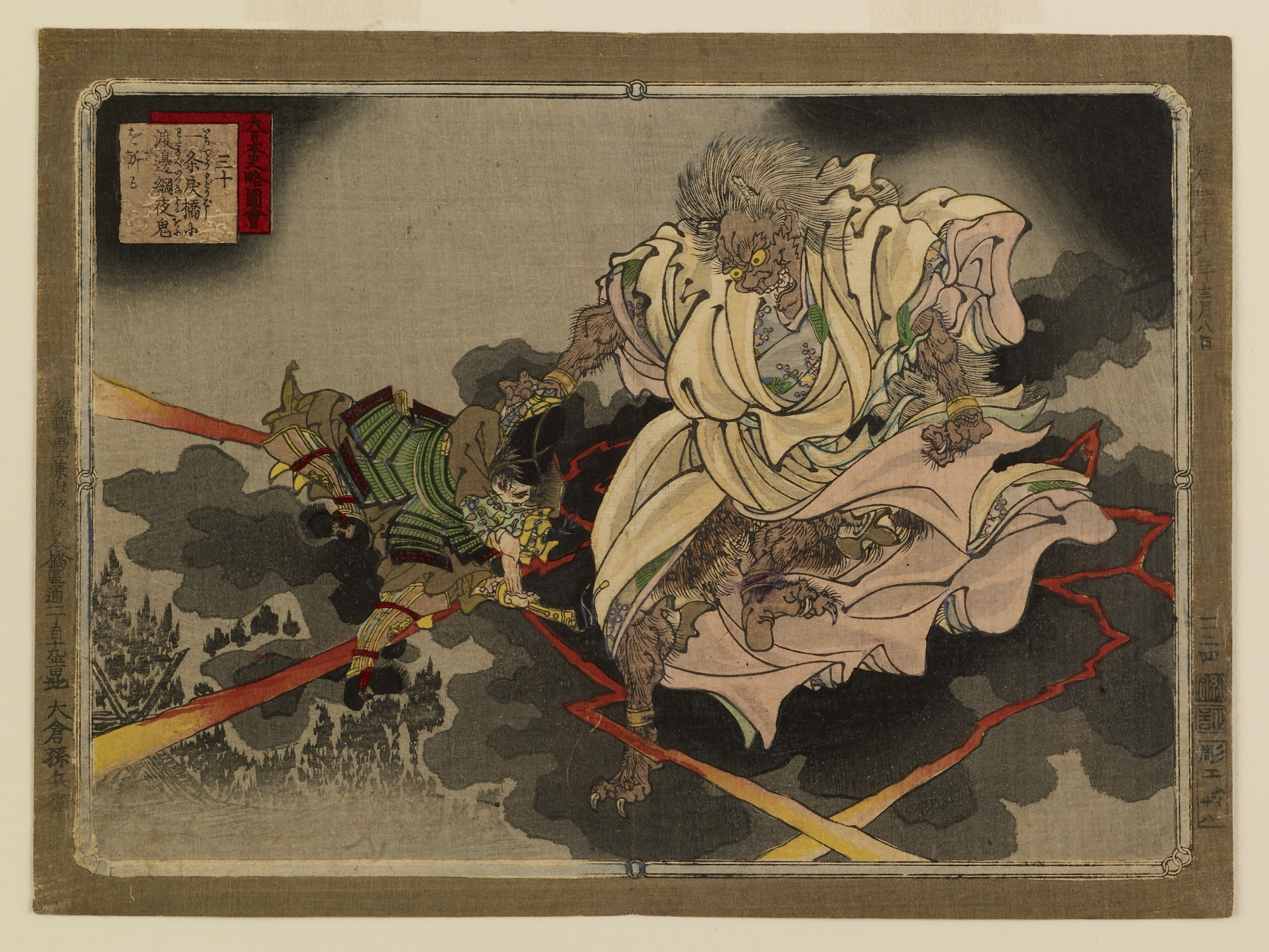
安達吟光『大日本史略図会』

在关系身后的清和源氏的根据地兵库县川西市的小童寺有灵庙。

## 脚注
1. 渡辺綱は「わたなべ の つな」と苗字と名の間に「の」をつけて呼ばれることが通例である。
2. ↑  渡辺綱は、「源次綱」あるいは「渡辺源次」というように「源次」という通称であり、以降、渡辺氏の嫡流や松浦氏の嫡流は通称を「源次」とした。
3. ↑  氷川八幡神社 箕田碑